# Județul Gorj (interbelic)
Județul Gorj a fost o unitate administrativă de ordinul întâi din Regatul României, aflată în regiunea istorică Oltenia. Reședința județului era orașul Târgu Jiu.

## Întindere

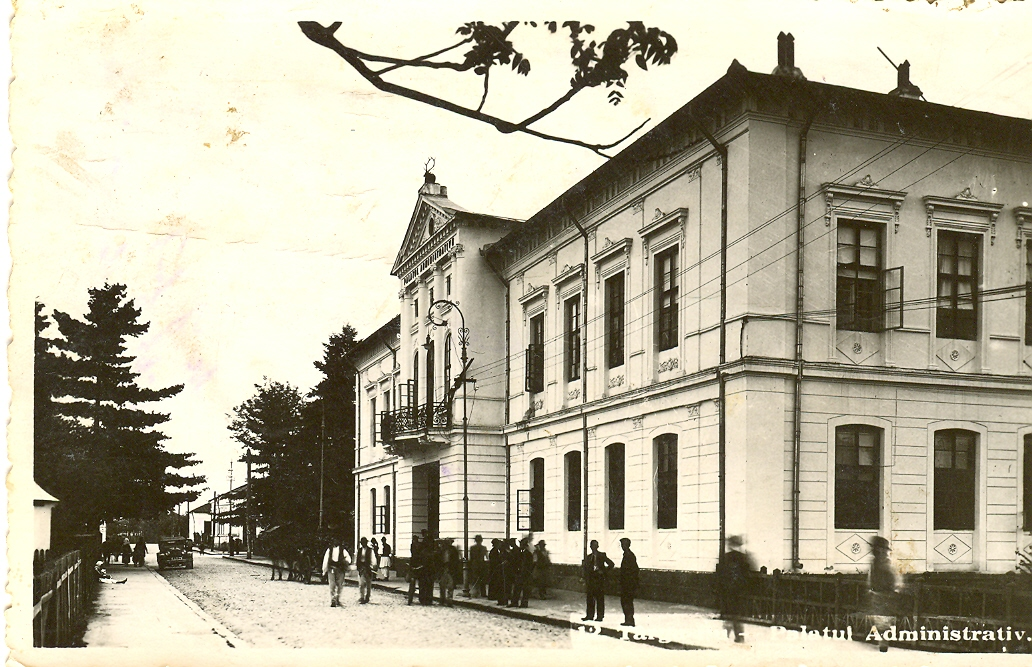
Clădirea Prefecturii județului Gorj din perioada interbelică. Clădirea-monument istoric, construită în anul 1875 și situată pe Str. Geneva nr. 8, este cunoscută sub numele de fostul Palat Administrativ sau Prefectura Veche din Târgu Jiu.

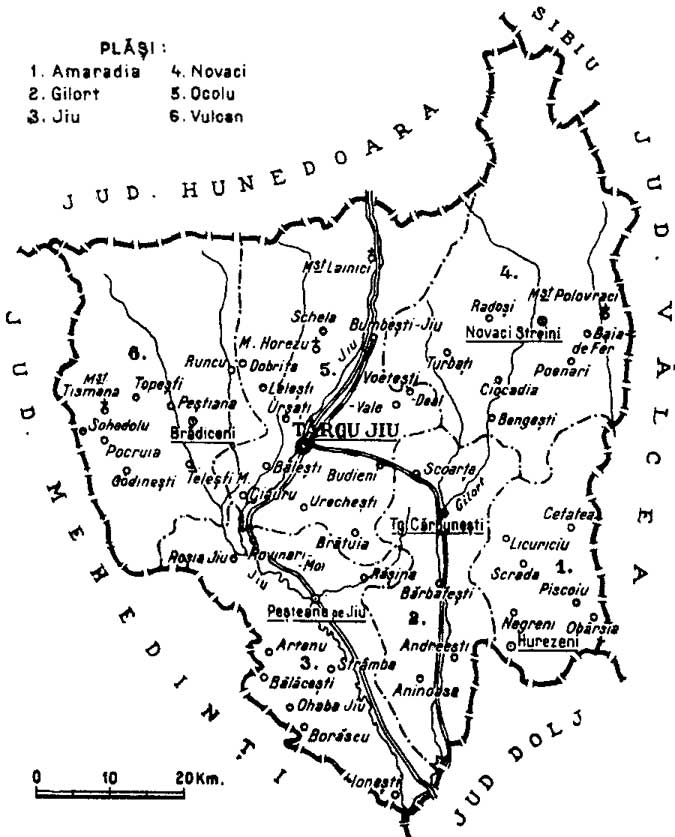
Harta județului, cu dispunerea și denumirea plășilor, în anul 1938.

Județul se afla în partea sud-vestică a României Mari, în nordul regiunii Oltenia. Actualmente, teritoriul lui cuprinde mare parte din actualul județ Gorj. Se învecina la vest cu județul Mehedinți, la nord cu județele Hunedoara și Sibiu, la est cu județul Vâlcea, iar la sud cu județul Dolj.

## Organizare
Teritoriul județului era împărțit inițial în patru plăși:
1. Plasa Gilort,
2. Plasa Jiu,
3. Plasa Novaci și
4. Plasa Vulcana.

Ulterior au fost înființate două plăși noi:
1. Plasa Amaradia și
2. Plasa Ocolul.

## Populație
Conform datelor recensământului din 1930 populația județului era de 206.339 de locuitori, din care: 97,9% români, 1,7% țigani ș.a. Din punct de vedere confesional erau 99,6% ortodocși.

### Mediul urban
În 1930 populația urbană a județului era de 13.030 locuitori, dintre care 90,0% români, 4,6% țigani, 1,1% germani, 0,9% maghiari, 0,8% evrei ș.a. Din punct de vedere confesional orășenimea era alcătuită din 95,8% ortodocși, 2,2% romano-catolici, 0,8% mozaici ș.a.